# Ignatz Bubis
Ignatz Bubis (ur. 12 stycznia 1927 we Wrocławiu, zm. 13 sierpnia 1999 we Frankfurcie nad Menem) – przewodniczący Centralnej Rady Żydów w Niemczech.

## Życiorys
Ze względu na antysemityzm w Niemczech, w 1935 razem z rodzicami przeprowadził się do Dęblina. Jego matka zmarła na raka, ojciec w Treblince. Niemcy zamordowali także jego brata i jedną z sióstr. Od końca 1944 pracował w obozie w Częstochowie. 16 stycznia 1945 uwolniony przez Armię Czerwoną wyjechał do Niemiec Zachodnich.
Od 1978 we władzach Centralnej Rady Żydów. Od 1992 do śmierci był jej przewodniczącym. W 1991 odznaczony Orderem Zasługi Hesji, a w 1992 Orderem Zasługi Republiki Federalnej Niemiec.
Pochowany w Tel Awiwie.